# Бараннє урочище
Урощие Бараннє — колишній об'єкт природно-заповідного фонду Рівненської області, ботанічний заказник місцевого значення.
Розташовувався в Дубенському держлісгоспі, Радивилівське лісництво, квартали 83,84,85,86,87 (Радивилівський район). Площа — 266 га. Утворено 1986 року.
Об'єкт скасовано рішенням Рівненської обласної ради № 322 від 5 березня 2004 року «Про розширення та впорядкування мережі природно-заповідного фонду області».. Зазначена причина скасування — всихання насаджень по причині високого залягання крейдяного горизонту. Вік насаджень на момент скасування — 60 років.